# Just Fontaine
Just Fontaine, född 18 augusti 1933 i Marrakech, Marocko, död 1 mars 2023 i Toulouse, Frankrike, var en fransk professionell fotbollsspelare (anfallare) som spelade 21 landskamper och gjorde 30 mål för det franska landslaget mellan 1953 och 1960.
Fontaine gjorde stor succé under sitt enda VM-slutspel, i Sverige 1958. Han gjorde då hela 13 mål och tog Frankrike till ett VM-brons, landets dittills främsta merit i VM-sammanhang.
Ingen annan spelare har varit i närheten av att göra lika många mål under en VM-turnering.
Länge var Fontaine VM:s bästa målskytt genom tiderna, trots att han endast deltagit i en turnering. Rekordet slogs
i VM 1974 då Gerd Müller gick om med sammanlagt 14 gjorda mål. Numera innehar Miroslav Klose den titeln, sedan 2014. 
Fontaine anses fortfarande vara en av Frankrikes främste fotbollsspelare genom tiderna tillsammans med Raymond Kopa, Michel Platini och Zinedine Zidane.
Fontaine utsågs av Pelé till en av de 125 bästa fotbollsspelarna som fortfarande är i livet år 2004.

## Meriter
Reims
- Ligue 1: 1955–56, 1957–58, 1959–60, 1961–62
- Coupe de France: 1953–54, 1957–58
- Trophée des Champions: 1958, 1960
- European Cup: andraplats 1958–59

Individuellt
- Guldskon i Världsmästerskapet i fotboll 1958
- Tredje-plats nominering Ballon d'Or 1958
- FIFA 100 år 2004